# ホセ・デバース
- ホセ・ディバース

ホセ・ロドルフォ・デバース（José Rodolfo Devers, 1999年12月7日 - ）は、ドミニカ共和国サマナ州出身のプロ野球選手（遊撃手）。右投左打。MLBのアトランタ・ブレーブス傘下所属。
サンフランシスコ・ジャイアンツ所属のラファエル・デバースは従兄である。

## 経歴

### プロ入りとヤンキース傘下時代
2016年にアマチュア・フリーエージェントでニューヨーク・ヤンキースと契約してプロ入り。
2017年に傘下のルーキー級ドミニカン・サマーリーグ・ヤンキースでプロデビューし、ルーキー級ガルフ・コーストリーグ・ヤンキースでもプレーした。

### マーリンズ時代
2017年12月11日にジャンカルロ・スタントンと金銭とのトレードで、スターリン・カストロ、ホルヘ・グーズマンと共にマイアミ・マーリンズへ移籍した。
2018年は傘下のA級グリーンズボロ・グラスホッパーズで開幕を迎え、シーズン途中にA+級ジュピター・ハンマーヘッズに昇格した。
2019年はA+級ジュピターでプレーしたが、怪我により33試合の出場に留まった。オフにはアリゾナ・フォールリーグでもプレーした。
2020年は新型コロナウイルスの影響でマイナーリーグの試合が開催されず、公式戦への出場はなかった。オフにルール・ファイブ・ドラフトでの流出を防ぐために40人枠に登録された。
2021年はAAA級ジャクソンビル・ジャンボシュリンプで開幕を迎え、4月22日にメジャーに昇格。24日のサンフランシスコ・ジャイアンツ戦に先発出場してメジャーデビューを果たした。6月14日に右肩を痛めて故障者リスト入りし、以降は出場がなかった。さらに、同年8月には肩関節の手術を行なった。
2022年はメジャーでの出場は無かった。オフの11月15日に一度はDFAとなるも、3日後にマイナー契約で再契約を結び、その日のうちにAAA級ジャクソンビルに配属された。
2023年は同年のスプリングトレーニングに参加したが、開幕はAA級ペンサコーラ・ブルーワフーズで迎えた。この年も8月から9月にかけての度重なる怪我等によりメジャーでの出場は無かった。また、この年のオフにはドミニカのウィンターリーグであるリーガ・デ・ベイスボル・プロフェシオナル・デ・ラ・レプブリカ・ドミニカーナ（LIDOM）に参加し、ヒガンテス・デル・シバオに所属した。
2024年はスプリングトレーニングに招待選手として参加し、アクティブロースター入りを果たしたものの、4月23日に怪我の影響でマイナー降格。それ以降の期間をリハビリに費やした。そしてセプテンバー・コールアップで自身3年ぶりにメジャー復帰を果たし、その日に敵地オラクル・パークで行われたジャイアンツ戦に「7番・二塁」で即スタメン出場。この試合で復帰後初安打を放った。しかし、安打はこの1本のみに終わり、9月19日にDFAとなり、2日後にAAA級ジャクソンビルに降格、レギュラーシーズン終了後の10月1日にFAとなった。また、この年のオフに開催された第3回WBSCプレミア12のドミニカ共和国代表に選出され、同国代表として出場。同国にとって大会2戦目となった台湾代表戦と同じく最終戦となった日本代表戦でそれぞれ1安打ずつを放ったが、チームはグループステージで敗退した。

### ブレーブス傘下時代
2024年11月29日にアトランタ・ブレーブスとマイナー契約を結び、2025年のスプリングトレーニングには招待選手として参加したが、開幕はAAA級グウィネット・ストライパーズで迎えた。

## 詳細情報

### 年度別打撃成績
| 年 度    | 球 団    | 試 合 | 打 席 | 打 数 | 得 点 | 安 打 | 二 塁 打 | 三 塁 打 | 本 塁 打 | 塁 打 | 打 点 | 盗 塁 | 盗 塁 死 | 犠 打 | 犠 飛 | 四 球 | 敬 遠 | 死 球 | 三 振 | 併 殺 打 | 打 率 | 出 塁 率 | 長 打 率 | O P S |
| -------- | -------- | ----- | ----- | ----- | ----- | ----- | -------- | -------- | -------- | ----- | ----- | ----- | -------- | ----- | ----- | ----- | ----- | ----- | ----- | -------- | ----- | -------- | -------- | ----- |
| 2021     | MIA      | 21    | 46    | 41    | 7     | 10    | 3        | 0        | 0        | 13    | 5     | 0     | 0        | 0     | 1     | 3     | 0     | 1     | 11    | 0        | .244  | .304     | .317     | .621  |
| 2024     | MIA      | 3     | 4     | 4     | 1     | 1     | 0        | 0        | 0        | 1     | 0     | 0     | 0        | 0     | 0     | 0     | 0     | 0     | 1     | 0        | .250  | .250     | .250     | .500  |
| MLB：2年 | MLB：2年 | 24    | 50    | 45    | 8     | 11    | 3        | 0        | 0        | 14    | 5     | 0     | 0        | 0     | 1     | 3     | 0     | 1     | 12    | 0        | .244  | .300     | .311     | .611  |

- 2024年度シーズン終了時

### 年度別守備成績
| 年 度 | 球 団 | 二塁（2B） | 二塁（2B） | 二塁（2B） | 二塁（2B） | 二塁（2B） | 二塁（2B） | 遊撃（SS） | 遊撃（SS） | 遊撃（SS） | 遊撃（SS） | 遊撃（SS） | 遊撃（SS） |
| 年 度 | 球 団 | 試 合      | 刺 殺      | 補 殺      | 失 策      | 併 殺      | 守 備 率   | 試 合      | 刺 殺      | 補 殺      | 失 策      | 併 殺      | 守 備 率   |
| ----- | ----- | ---------- | ---------- | ---------- | ---------- | ---------- | ---------- | ---------- | ---------- | ---------- | ---------- | ---------- | ---------- |
| 2021  | MIA   | 13         | 5          | 18         | 0          | 1          | 1.000      | 5          | 5          | 4          | 1          | 2          | .900       |
| 通算  | 通算  | 13         | 5          | 18         | 0          | 1          | 1.000      | 5          | 5          | 4          | 1          | 2          | .900       |

- 2021年度シーズン終了時

### 背番号
- 61（2021年）
- 79（2024年）